# Евтропия (жена Максимиана Геркулия)
Евтропия (лат. Eutropia) — жена римского императора Максимиана Геркулия, мать императора Максенция.
По происхождению сирийка. Дата их свадьбы с Максимианом неизвестна. Родила Максимиану двоих детей — будущего императора Максенция и будущую жену Константина Великого Фаусту. От первого брака (вероятно, с Афранием Ганнибалианом) имела дочь Феодору. Информации о судьбе после смерти мужа и сына не сохранилось, однако известно, что она ещё была жива в 325 году.